# Caraíbas
Caraíbas är en kommun i Brasilien.   Den ligger i delstaten Bahia, i den östra delen av landet, 700 km öster om huvudstaden Brasília. Antalet invånare är 10 225. Arean är 1 125 kvadratkilometer.
Terrängen i Caraíbas är huvudsakligen kuperad, men söderut är den platt.
Följande samhällen finns i Caraíbas:
- São Felipe

Omgivningarna runt Caraíbas är huvudsakligen savann. Runt Caraíbas är det glesbefolkat, med 15 invånare per kvadratkilometer.